# Юн Хёнгын
Юн Хёнгын (кор. 윤형근, 尹亨根; род. 12 апреля 1928 года, Чхонвон, Чхунчхон-Пукто, Республика Корея — 28 декабря 2007 года) — южнокорейский художник. После окончания Университета Хонгик Юн присоединился к движению Тансэкхва. Он известен техникой нанесения на необработанный холст или льняную ткань масляных красок жжёной умбры и ультрамарина, что отражает корейское стремление к размышлению и медитации.

## Ранняя жизнь
Юн Хёнгын родился в Чхонвон-гуне (современный Чхонджу), провинция Чхунчхон-Пукто, недалеко от города Тэджон в центрально-западной части современной Республики Корея. Даже в период японского колониального правления Юн имел возможность обучаться искусству под руководством О Донмёна и Ан Сынгака в Коммерческой школе Чхонджу, которую окончил в 1945 году.
Под влиянием Ана, Юн поступил на краткосрочные курсы в Чхонджуский педагогический колледж, где в течение полугода изучал рисование в 1946 году. В следующем году, несмотря на сопротивление семьи, Юн поступил в Колледж изящных искусств при недавно основанном Сеульском университете. Именно в университете Юн впервые встретился с профессором Кимом Хванги, который руководил вступительными экзаменами. С этого момента Юн начал свою карьеру художника под руководством Кима, который впоследствии стал его тестем в 1960 году.
Однако вскоре после поступления в Сеульский университет Юн столкнулся с трудностями. В 1948 и 1949 годах он был арестован, подвергнут пыткам, ранен и исключён из школы за участие в протестах на территории кампуса. Наиболее тяжёлые испытания выпали на его долю в 1950 году, когда началась Корейская война. Из-за предыдущего ареста Юн был задержан и приговорён к расстрелу, но чудом спасся в последний момент. В 1956 году Юн снова был заключён на шесть месяцев в тюрьму Содэмун не только за участие в студенческом движении во время обучения в Сеульском университете, но и за рисование портретов для северокорейской армии во время оккупации Сеула.
После освобождения Юн поступил в Университет Хонгик, где Ким возглавлял кафедру искусств, и окончил его в 1957 году. В следующем году он начал преподавать искусство в старших классах и участвовал во второй и третьей выставках «Вовлеченность» (1962, 1963) в Центральном центре общественной информации в Сеуле. Свою первую персональную выставку он провел в 1966 году в Галерее пресс-центра, также расположенной в Сеуле, а в 1969 году представил свои работы на 10-й Биеннале искусства в Сан-Паулу. Ранние работы Юна 1960-х годов в основном представляют собой лирические и фантастические абстрактные картины с голубым фоном. Сохранилось лишь несколько его работ из 60-х, но по их простым формам, яркому использованию цвета и тонкой текстуре можно ясно увидеть влияние Ким Хванги.
В 1970-х годах Юн вновь оказался в сложной ситуации. В октябре 1972 года, работая преподавателем в Женской старшей школе Сукмён, он был несправедливо обвинён в нарушении «антикоммунистических законов» за разоблачение коррупции в учебном заведении. В результате Юн был доставлен в Центральное разведывательное управление Кореи и заключён в тюрьму Содэмун примерно на месяц. Даже после освобождения его включили в чёрный список до 1980 года, что лишило его возможности найти достойную работу и потребовало постоянного надзора со стороны полиции.

## Художественный стиль
Юн начал полностью посвящать себя живописи только в 1973 году, когда был освобожден из тюрьмы. Именно в этот период он начал создавать работы в своем уникальном стиле, которые были представлены на его персональных выставках в галереях Myongdong (1973, 1974) и Munheon (1975, 1976) в Сеуле, а также в Токио в галереях Muramatsu (1976) и Tokyo Gallery (1978). Работы, созданные Юном с конца 1974 до середины 1980-х годов, в основном состоят из прямоугольного холста с большой частью незаполненного пространства, окруженного двумя, иногда тремя, вертикальными темными секциями, проходящими по всей высоте полотна. Юн наносил толстое хлопковое или конопляное полотно на пол и рисовал широкие линии сверху вниз, добавляя слои масляных красок до тех пор, пока внешние края холста не начинали светиться глубоким темно-черным цветом. В эти ранние годы Юн объяснял концепцию своих картин как «ворота небес и земли». Для него, который использовал только два чередующихся цвета — синий и умбру, — «синий был цветом неба, а умбра — цветом земли. Таким образом, он называл их „небом и землей“, а ворота служили композицией». Как заметил Сид Сакс, «то, что изначально кажется случайным: не связанным, не композиционным, оказывается дискретной чувствительностью, полностью осознанной и полностью сформированной». С незначительными вариациями Юн продолжал эту художественную практику около 40 лет.
Хотя Юн был старшим членом группы Тансэкхва, он не хотел ограничивать себя лишь ролью «художника Тансэкхва». Пройдя через многочисленные жизненные испытания в молодости, Юн придавал большее значение людям, обществу и природе, чем самому искусству. В соответствии со своими словами: «Искусство нельзя создать на основе теории. Я искренне верю, что вечное и ароматное искусство может исходить только от чистого и невинного человека», Юн оставался верен образу жизни, уникальному для его личных особенностей. Поэтому часто говорят, что в его работах чувствуется сильная самоналоженная дисциплина. Каждый дополнительный мазок и повторяющийся процесс Юна не направлены на достижение определенной цели или улучшение. Это скорее непрерывная рутина и повторение, как в жизни. Как описывал Юн: «Его картины подобны дневнику, в котором он записывал каждый день». Результат тяжелых мазков Юна, выполненных тренированным телом и умом, приводит к созданию своеобразного присутствия, построенного из реальных энергетических полей на физической поверхности холста; невидимого глазу, но ощутимого.
Работы Юна в более поздние годы стали ещё более простыми и строгими в плане формы, цвета и техники. Тонкие различия между оттенками исчезли, и цвета стали почти исключительно чёрными. Также поверхности стали более сухими из-за сокращения использования масла. Большинство поздних работ Юна были выполнены в более конкретной форме: он рисовал прямоугольники на холсте с помощью линейки и карандаша, затем покрывал края прямоугольников скотчем и удалял его после завершения рисования внутри обозначенной области. Однако эти, казалось бы, простые работы обладают скрытой глубиной, как и все произведения Юна — взгляд в большое чёрное пространство напоминает погружение в глубокую бездну.
Этот вид «бытия» начал получать признание на Западе, что сопровождалось рядом выдающихся персональных выставок. Среди них: галерея «Humanite» в Нагое (1990, 1991), галерея «Inkong» в Сеуле (1991) и галерея «Yamaguchi» в Осаке (1989, 1992). В Европе, начиная с выставки «Working with Nature» в 1992 году в галерее Тейт в Ливерпуле, Юн принял участие в инаугурационной выставке корейского павильона на Венецианской биеннале в 1995 году. Галерея «Hyundai» в Сеуле организовала персональную выставку на Базельской ярмарке искусства в 1997 году, а в 1998 году Манфред Вандель представил 70 работ Юна в фонде «Stiftung für Konkrete Kunst» в Рётлингене, Германия. Во время пребывания Юна в Париже, галерея «Jean Brolly» провела несколько выставок его работ в начале 2000-х годов. За океаном, в США, Дональд Джадд, впечатленный работами Юна с первого взгляда, пригласил его на выставку в Фонд Дональда Джадда в Нью-Йорке (1993) и в Фонд Чинати в Марфе (1994, 1996).

## Последние выставки
На недавних выставках, после смерти Юна, его работы продолжают восприниматься в контексте движения Тансэкхва, где он рассматривается как ключевой лидер этого направления. Работы Юна были представлены на различных групповых выставках вместе с другими художниками, работавшими в стиле Тансэкхва: «Корейская абстрактная живопись: 10 перспектив», Сеульский музей искусства, Сеул (2011); «Дансаэкхва: корейская монохромная живопись», Национальный музей современного и современного искусства, Сеул, и Музей искусств Чонбук, Ванджу (2012); «Искусство Тансэкхва», Галерея Кукче, Сеул (2014); «Сеул — Париж — Сеул», Музей Сернуши, Париж (2016); «Ритм в монохромной корейской абстрактной живописи», Галерея искусств Токио Опера Сити, Токио (2017); и «Аскетический путь: корейское Дансаэкхва», Музей современного искусства Эрарта, Санкт-Петербург (2017).
Тем временем были организованы различные значимые выставки, переосмысливающие и переопределяющие уникальный стиль Юна, особенно персональные выставки конца 2010-х годов, проведённые галереей PKM как представителем его наследия. Работы Юна также выставлялись в других известных галереях, таких как Blum and Poe, Axel Vervoordt Gallery, Simon Lee Gallery и David Zwirner. Особенно важным стало первое посмертное крупное ретроспективное шоу Юна, прошедшее в Национальном музее современного и современного искусства в Сеуле в 2018 году, которое позволило глубже понять жизнь и художественный стиль художника. Выставка привлекла около 100 000 посетителей за четыре месяца, и её продолжительность была продлена ещё на два месяца.
После этого ретроспектива была перенесена в Палаццо Фортуни в Венеции и совпала с 58-й Венецианской биеннале. Выставка в Палаццо Фортуни была названа одной из лучших внебиржевых и сопутствующих выставок в период биеннале.

## Коллекции
Публичные коллекции, в которых хранятся работы Юна, включают:
- Национальный музей современного искусства, Республика Корея;
- Музей искусства Лиуэм, музей искусства компании Samsung, Сеул, Республика Корея;
- Сеульский музей искусства, Сеул, Республика Корея;
- Музей искусства Кванджу, Кванджу, Республика Корея;
- Даэгуский музей искусства, Даэгу, Республика Корея;
- Музей искусства Сеульского национального университета, Сеул, Республика Корея;
- Музей искусства Хонгик, Сеул, Республика Корея;
- Университет Гачон, Соннам, Республика Корея;
- Токийский столичный музей искусства, Токио, Япония;
- Музей искусства Фукуока, Фукуока, Япония;
- Городской музей современного искусства Хиросимы, Хиросима, Япония;
- Префектурный музей искусства Миэ, Миэ, Япония;
- M+ Музей, Гонконг, Китайская Народная Республика;
- Фонд Чинати, Марфа, Техас, США;
- Институт искусств Чикаго, Чикаго, Иллинойс, США;
- Музей Гленстон, Потомак, Мэриленд, США;
- Тейт Модерн, Лондон, Великобритания;
- Фонд конкретной культуры, Ротлинген, Германия;
- Коллекция Джорджа Эконому, Афины, Греция.